# Francisco Ximenez de Texada
Francisco Ximenez de Texada (Funes, 13 d'octubre de 1703 - Nàpols, 9 de novembre de 1775) fou el 69è Gran Mestre de l'Orde de Malta entre 1773 i 1775.
Fill de Diego Ximenez de Texada Mirafuentes, senyor de Tejada i Valdeosera, i Clara Eslava Berrio, fou Gran Prior de Navarra, fou escollit Gran Mestre de l'Orde de Malta, però fou un dels mestres més odiats, ja sigui per la gent de Malta, com pels mateixos cavallers, ja que les seves reformes econòmiques i militars foren un desastre. Durant el seu magisteri hi va haver diferents revoltes contra ell. El 9 de setembre de 1775 es va produir l'aixecament de la Valeta, en què els capellans es van apoderar del Fort de Sant Elm. Després de morir a Nàpols fou enterrat a la cocatedral de Sant Joan.